# 佐藤義興
佐藤 義興（さとう よしおき、1949年（昭和24年）8月6日 - ）は、日本の政治家。元熊本県阿蘇市長（5期）。

## 来歴
1949年（昭和24年）、熊本県阿蘇郡阿蘇町（現：阿蘇市）生まれ。
熊本県立阿蘇高等学校を経て、近畿大学商経学部卒業 後、野田毅自由民主党衆議院議員秘書。1989年（平成元年）、宇野内閣において建設大臣秘書官、1991年（平成3年）、宮澤内閣において経済企画庁長官秘書官を務める。1994年（平成6年）、政策担当秘書。
2005年（平成17年）、初代阿蘇市長選挙に出馬し、元阿蘇町長の河崎敦夫を破り、初当選。
2009年（平成21年）実施の選挙では、公明党推薦の井芹正吾元阿蘇市議を破り、再選。
2013年（平成25年）、無投票で3選。
2017年（平成29年）、元熊本県議の佐藤雅司らを破り、4選。
2021年（令和3年）、無投票で5選。
2025年（令和7年）、新人の松嶋和子に敗れ落選。

## 成人式
市長に就任してから毎年成人式にその時期の流行曲などを熱唱した。
| 年（年度）         | 曲目                                                                        | 備考              |
| ------------------ | --------------------------------------------------------------------------- | ----------------- |
| 2007年（2006年度） | 栄光の架橋（ゆず）                                                          |                   |
| 2008年（2007年度） | 蕾（コブクロ）                                                              |                   |
| 2009年（2008年度） | 羞恥心（羞恥心）                                                            |                   |
| 2010年（2009年度） | Someday（EXILE）                                                            |                   |
| 2011年（2010年度） | ヘビーローテーション（AKB48）                                               |                   |
| 2012年（2011年度） | 家族になろうよ（福山雅治） フライングゲット（AKB48）                        | [ 6 ] [ 7 ] [ 8 ] |
| 2013年（2012年度） | サラバ、愛しき悲しみたちよ（ももいろクローバーZ） ギンガムチェック（AKB48） | [ 9 ]             |
| 2014年（2013年度） | ちっぽけな勇気（FUNKY MONKEY BABYS） 旅立ち（FUNKY MONKEY BABYS）           | [ 10 ]            |
| 2015年（2014年度） | RPG（SEKAI NO OWARI） 宙船（TOKIO）                                         | [ 11 ]            |
| 2016年（2015年度） | 365日の紙飛行機（AKB48） 情熱大陸（Sonar Pocket）                           |                   |
| 2017年（2016年度） | 恋（星野源） 怒りをくれよ（GLIM SPANKY）                                    |                   |
| 2018年（2017年度） | やってみよう（WANIMA） 他1曲                                                |                   |
| 2019年（2018年度） | U.S.A.（DA PUMP） マリーゴールド（あいみょん）                              |                   |
| 2020年（2019年度） | まちがいさがし（菅田将暉） 想い出がいっぱい（H2O）                          |                   |
| 2021年（2020年度） | 新型コロナウイルス感染症（COVID-19）の流行を考慮し、開催中止                |                   |
| 2022年（2021年度） | 題名のない今日（平井大） No.1（DISH//）                                     |                   |
| 2023年（2022年度） | 新時代（Ado） 友 〜旅立ちの時〜（ゆず）                                     |                   |
| 2024年（2023年度） | アイドル （YOASOBI） 世界が終るまでは… （WANDS）                            |                   |
| 2025年（2024年度） | いのちの歌（竹内まりや） 恥ずかしいか青春は（緑黄色社会）                   |                   |

この他、2011年に放送されたテレビ朝日「ナニコレ珍百景」にて、小学校の運動会で「ヘビーローテーション」を歌唱している様子が放送された。